# 2015 100 legnagyobb slágere
Ez a lista a Billboard magazin első Hot 100 zenéjét tartalmazza 2015-ből.

## Lista

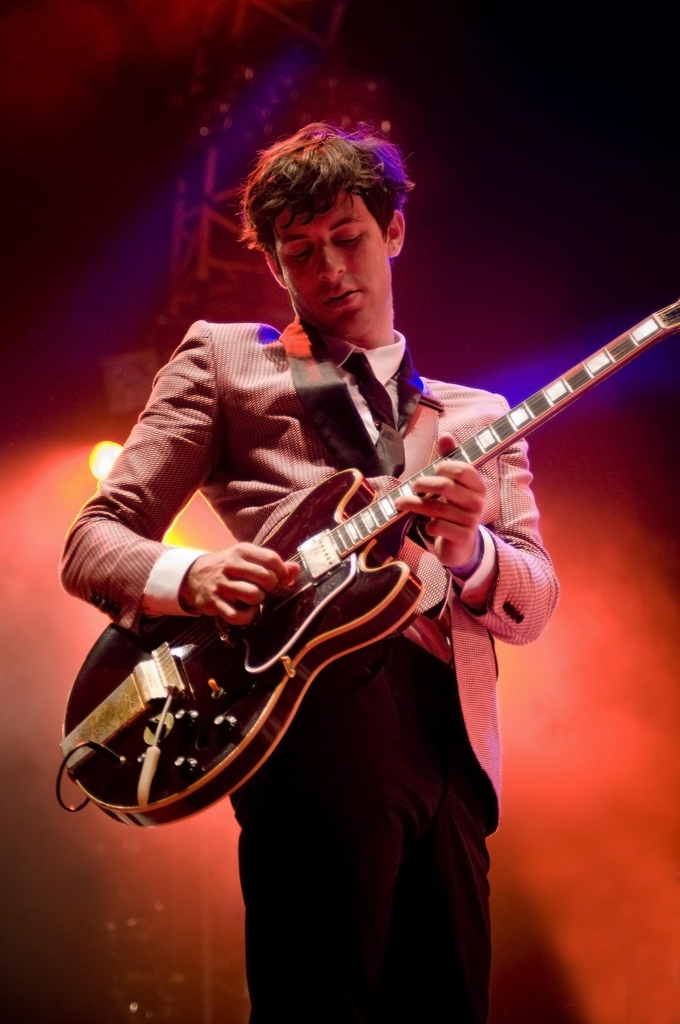
Az Uptown Funk című szám végzett az első helyen, melyet Mark Ronson és Bruno Mars készített. Összesen 14 héten állt a Billboard Hot 100-as lista élén

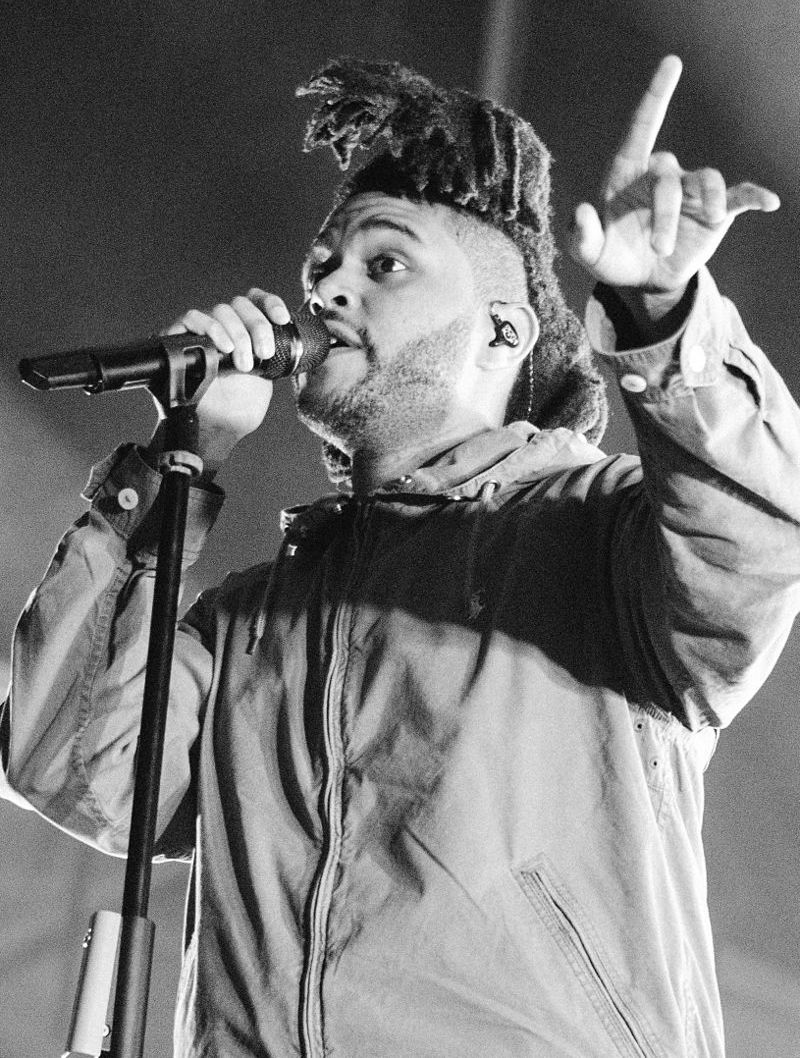
A Weeknd három dala szerepel a top 15-ben, az "Earned It" (9. helyezett), "The Hills" (10. helyezett), és a "Can't Feel My Face" (12. helyezett)

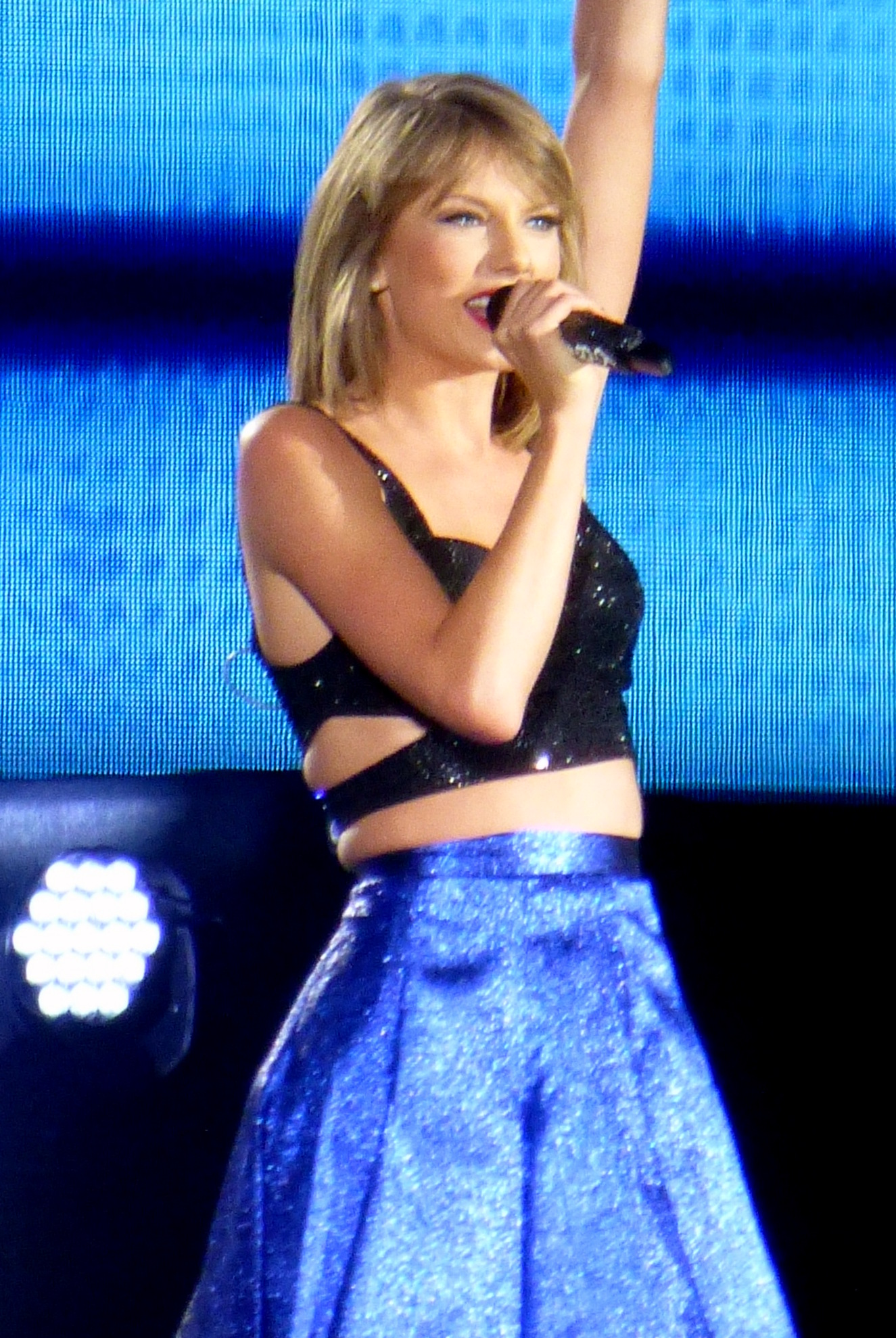
Taylor Swift négy száma szerepel a listán. A "Shake It Off",a "Bad Blood", a "Blank Space", és a "Style"

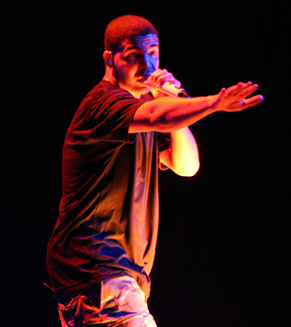
Drake-nek szerepel a legtöbb száma a listán, összesen hat darab

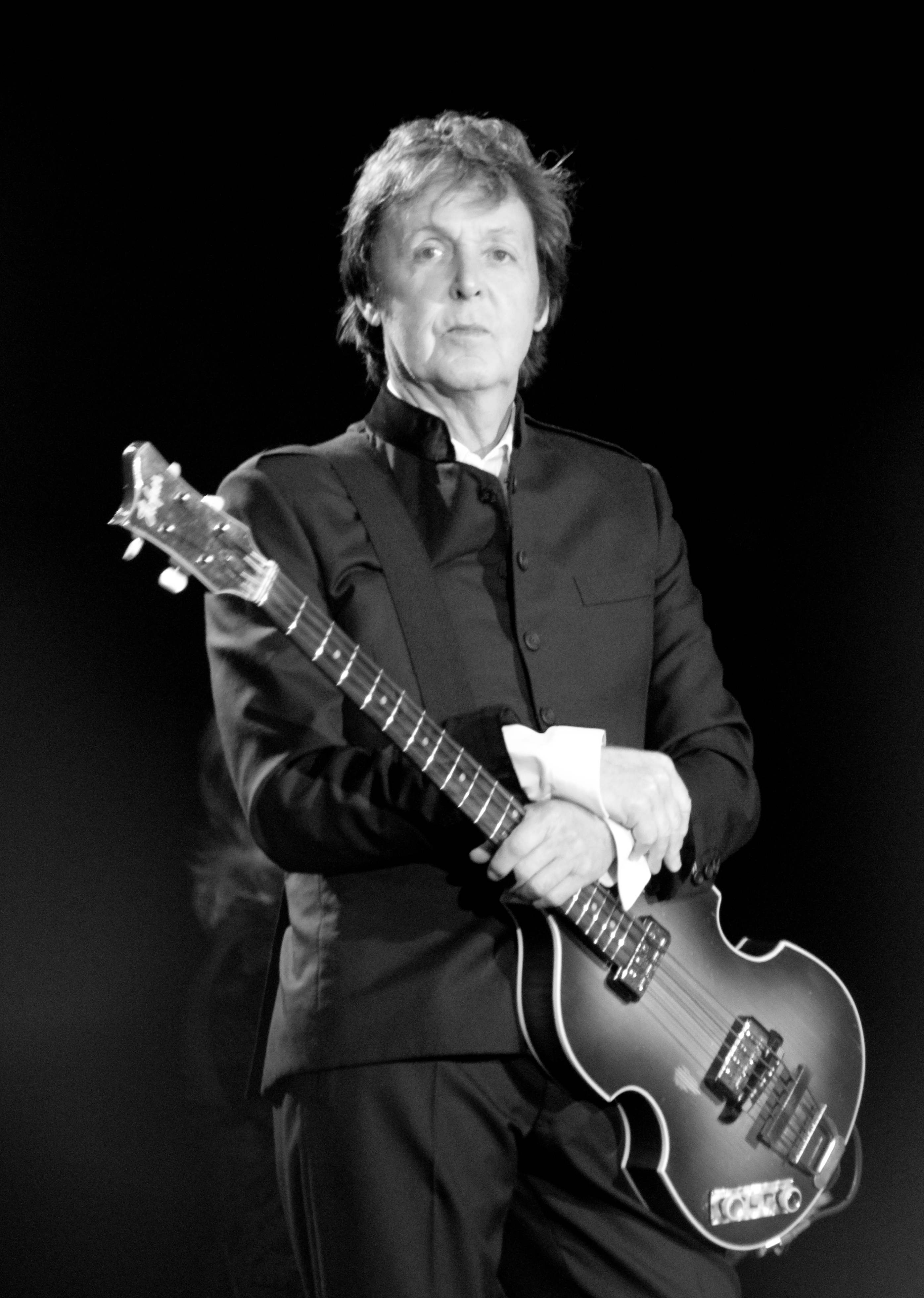
Paul McCartney 29 év különbséggel szerepelt újra a Hot 100-as listán, ezzel ő a rekorder a leghosszabb szünetet tartó előadók közt

| №   | Cím                           | Művész                                                                                         |
| --- | ----------------------------- | ---------------------------------------------------------------------------------------------- |
| 1   | Uptown Funk                   | Mark Ronson közreműködött Bruno Mars                                                           |
| 2   | Thinking Out Loud             | Ed Sheeran                                                                                     |
| 3   | See You Again                 | Wiz Khalifa közreműködött Charlie Puth                                                         |
| 4   | Trap Queen                    | Fetty Wap                                                                                      |
| 5   | Sugar                         | Maroon 5                                                                                       |
| 6   | Shut Up and Dance             | Walk the Moon                                                                                  |
| 7   | Blank Space                   | Taylor Swift                                                                                   |
| 8   | Watch Me                      | Silentó                                                                                        |
| 9   | Earned It                     | The Weeknd                                                                                     |
| 10  | The Hills                     | The Weeknd                                                                                     |
| 11  | Cheerleader                   | OMI                                                                                            |
| 12  | Can't Feel My Face            | The Weeknd                                                                                     |
| 13  | Love Me Like You Do           | Ellie Goulding                                                                                 |
| 14  | Take Me to Church             | Hozier                                                                                         |
| 15  | Bad Blood                     | Taylor Swift közreműködött Kendrick Lamar                                                      |
| 16  | Lean On                       | Major Lazer és DJ Snake közreműködött MØ                                                       |
| 17  | Want to Want Me               | Jason Derulo                                                                                   |
| 18  | Shake It Off                  | Taylor Swift                                                                                   |
| 19  | Where Are Ü Now               | Skrillex és Diplo közreműködött Justin Bieber                                                  |
| 20  | Fight Song                    | Rachel Platten                                                                                 |
| 21  | 679                           | Fetty Wap közreműködött Remy Boyz                                                              |
| 22  | Lips Are Movin                | Meghan Trainor                                                                                 |
| 23  | Worth It                      | Fifth Harmony közreműködött Kid Ink                                                            |
| 24  | Post to Be                    | Omarion közreműködött Chris Brown (énekes) és Jhené Aiko                                       |
| 25  | Honey, I'm Good.              | Andy Grammer                                                                                   |
| 26  | I'm Not the Only One          | Sam Smith                                                                                      |
| 27  | Good for You                  | Selena Gomez közreműködött ASAP Rocky                                                          |
| 28  | All About That Bass           | Meghan Trainor                                                                                 |
| 29  | Style                         | Taylor Swift                                                                                   |
| 30  | Hotline Bling                 | Drake                                                                                          |
| 31  | Hey Mama                      | David Guetta közreműködött Nicki Minaj, Bebe Rexha, és Afrojack                                |
| 32  | G.D.F.R.                      | Flo Rida közreműködött Sage the Gemini és Lookas                                               |
| 33  | What Do You Mean?             | Justin Bieber                                                                                  |
| 34  | Photograph                    | Ed Sheeran                                                                                     |
| 35  | Hello                         | Adele                                                                                          |
| 36  | Stitches                      | Shawn Mendes                                                                                   |
| 37  | Talking Body                  | Tove Lo                                                                                        |
| 38  | Jealous                       | Nick Jonas                                                                                     |
| 39  | Time of Our Lives             | Pitbull és Ne-Yo                                                                               |
| 40  | Locked Away                   | R. City közreműködött Adam Levine                                                              |
| 41  | Somebody                      | Natalie La Rose közreműködött Jeremih                                                          |
| 42  | FourFiveSeconds               | Rihanna, Kanye West, és Paul McCartney                                                         |
| 43  | Centuries                     | Fall Out Boy                                                                                   |
| 44  | My Way                        | Fetty Wap közreműködött Monty                                                                  |
| 45  | Take Your Time                | Sam Hunt                                                                                       |
| 46  | Animals                       | Maroon 5                                                                                       |
| 47  | I Don't Fuck with You         | Big Sean közreműködött E-40                                                                    |
| 48  | Bitch Better Have My Money    | Rihanna                                                                                        |
| 49  | Flex (Ooh, Ooh, Ooh)          | Rich Homie Quan                                                                                |
| 50  | Nasty Freestyle               | T-Wayne                                                                                        |
| 51  | Only                          | Nicki Minaj, közreműködött Drake, Lil Wayne és Chris Brown                                     |
| 52  | Elastic Heart                 | Sia                                                                                            |
| 53  | Cool for the Summer           | Demi Lovato                                                                                    |
| 54  | Renegades                     | X Ambassadors                                                                                  |
| 55  | I Don't Mind                  | Usher közreműködött Juicy J                                                                    |
| 56  | Love Me Harder                | Ariana Grande és The Weeknd                                                                    |
| 57  | Wildest Dreams                | Taylor Swift                                                                                   |
| 58  | Stay with Me                  | Sam Smith                                                                                      |
| 59  | You Know You Like It          | DJ Snake és AlunaGeorge                                                                        |
| 60  | Uma Thurman                   | Fall Out Boy                                                                                   |
| 61  | 7/11                          | Beyoncé                                                                                        |
| 62  | The Heart Wants What It Wants | Selena Gomez                                                                                   |
| 63  | Girl Crush                    | Little Big Town                                                                                |
| 64  | Slow Motion                   | Trey Songz                                                                                     |
| 65  | Drag Me Down                  | One Direction                                                                                  |
| 66  | Truffle Butter                | Nicki Minaj közreműködött Drake és Lil Wayne                                                   |
| 67  | One Last Time                 | Ariana Grande                                                                                  |
| 68  | Chains                        | Nick Jonas                                                                                     |
| 69  | All Eyes on You               | Meek Mill közreműködött Chris Brown (énekes) és Nicki Minaj                                    |
| 70  | No Type                       | Rae Sremmurd                                                                                   |
| 71  | Riptide                       | Vance Joy                                                                                      |
| 72  | Classic Man                   | Jidenna közreműködött Roman GianArthur                                                         |
| 73  | Ex's & Oh's                   | Elle King                                                                                      |
| 74  | Dear Future Husband           | Meghan Trainor                                                                                 |
| 75  | Marvin Gaye                   | Charlie Puth közreműködött Meghan Trainor                                                      |
| 76  | Like I'm Gonna Lose You       | Meghan Trainor közreműködött John Legend                                                       |
| 77  | Habits (Stay High)            | Tove Lo                                                                                        |
| 78  | The Hanging Tree              | James Newton Howard közreműködött Jennifer Lawrence                                            |
| 79  | CoCo                          | O.T. Genasis                                                                                   |
| 80  | Bang Bang                     | Jessie J, Ariana Grande, és Nicki Minaj                                                        |
| 81  | Lay Me Down                   | Sam Smith                                                                                      |
| 82  | Tuesday                       | ILoveMakonnen közreműködött Drake                                                              |
| 83  | Hit the Quan                  | iLoveMemphis                                                                                   |
| 84  | Downtown                      | Macklemore és Ryan Lewis közreműködött Eric Nally, Melle Mel, Kool Moe Dee, és Grandmaster Caz |
| 85  | House Party                   | Sam Hunt                                                                                       |
| 86  | Ayo                           | Chris Brown (énekes) és Tyga                                                                   |
| 87  | Kick the Dust Up              | Luke Bryan                                                                                     |
| 88  | Blessings                     | Big Sean közreműködött Drake                                                                   |
| 89  | Budapest                      | George Ezra                                                                                    |
| 90  | Chandelier                    | Sia                                                                                            |
| 91  | Heartbeat Song                | Kelly Clarkson                                                                                 |
| 92  | Don't                         | Ed Sheeran                                                                                     |
| 93  | Ghost                         | Ella Henderson                                                                                 |
| 94  | Here                          | Alessia Cara                                                                                   |
| 95  | Waves                         | Mr. Probz                                                                                      |
| 96  | El Perdón                     | Nicky Jam és Enrique Iglesias                                                                  |
| 97  | She Knows                     | Ne-Yo közreműködött Juicy J                                                                    |
| 98  | Night Changes                 | One Direction                                                                                  |
| 99  | Back to Back                  | Drake                                                                                          |
| 100 | How Deep Is Your Love         | Calvin Harris és Disciples                                                                     |